# Finał Pucharu Polski w piłce nożnej 1978
Finał Pucharu Polski w piłce nożnej 1978 – mecz piłkarski kończący rozgrywki Pucharu Polski 1977/1978 oraz mający na celu wyłonienie triumfatora tych rozgrywek, który został rozegrany 6 maja 1978 roku na Stadionie Śląskim w Chorzowie, pomiędzy Zagłębiem Sosnowiec a Piastem Gliwice. Trofeum po raz 4. wywalczyło Zagłębie Sosnowiec, które uzyskało tym samym prawo gry w Pucharze Zdobywców Pucharów 1978/1979.

## Droga do finału
| Zagłębie Sosnowiec                       | Zagłębie Sosnowiec                       | Zagłębie Sosnowiec                       | Runda       | Piast Gliwice | Piast Gliwice         | Piast Gliwice |
| Data                                     | Przeciwnik                               | Wynik                                    | Runda       | Data          | Przeciwnik            | Wynik         |
| ---------------------------------------- | ---------------------------------------- | ---------------------------------------- | ----------- | ------------- | --------------------- | ------------- |
| Klub rozpoczął rozgrywki od 1/16 finału. | Klub rozpoczął rozgrywki od 1/16 finału. | Klub rozpoczął rozgrywki od 1/16 finału. | I runda     | 31.07.1977    | Olimpia Elbląg        | 2:1           |
| Klub rozpoczął rozgrywki od 1/16 finału. | Klub rozpoczął rozgrywki od 1/16 finału. | Klub rozpoczął rozgrywki od 1/16 finału. | II runda    | 07.08.1977    | JKS 1909 Jarosław     | 2:1           |
| 21.08.1977                               | Zagłębie Lubin                           | 1:0 pd.                                  | 1/16 finału | 20.08.1977    | ŁKS Łódź              | 3:0           |
| 09.11.1977                               | Górnik Wałbrzych                         | 2:1                                      | 1/8 finału  | 09.11.1977    | Stal Mielec           | 1:0 pd.       |
| 01.03.1978                               | Śląsk Wrocław                            | 1:0                                      | Ćwierćfinał | 01.03.1978    | Odra Wodzisław Śląski | 2:1           |
| 15.03.1978                               | Legia Warszawa                           | 1:1 (k. 5:3)                             | Półfinał    | 15.03.1978    | Lech Poznań           | 3:1           |

## Tło
W finale rozgrywek zmierzyły się ze sobą dwa kluby z województwa katowickiego: występujący wówczas w II lidze Piast Gliwice oraz Zagłębie Sosnowiec. Po raz drugi z rzędu w finale gra drużyna Zagłębiaków z drużyną spoza ekstraklasy. Dla obu klubów mecz był szansą do przerwania złej passy, gdyż ich wyniki ostatnich meczów nie były idealne, a także jedyną szansą na występ w europejskich pucharach.

## Mecz

### Przebieg meczu
Mecz odbył się 6 maja 1978 roku na Stadionie Śląskim w Chorzowie. Sędzia głównym spotkania był Zygmunt Stachura. Piast Gliwice już w 17. minucie mógł wyjść na prowadzenie po niefortunnym wybiegu na pole karne bramkarza drużyny przeciwnej, Zdzisława Kostrzewy, jednak kolega z drużyny, Eugeniusz Wiencierz wykopał piłkę z linii bramkowej. Następną okazję do objęcia prowadzenia Piast Gliwice miał w 21. minucie po silnym strzale napastnika Adama Statowskiego, jednak piłka trafiła w poprzeczkę.
W 28. minucie Włodzimierz Mazur po ładnym zwodzie ograł Marcina Żemajtisa, po czym zdobył gola na 1:0. W 60. minucie mimo gry w przewadze Piast Gliwice ponownie traci gola po tym jak, bramkarz Jerzy Apostel wyłapał centrę Włodzimierza Mazura tak niefortunnie, że piłka wyleciała mu z rąk, a nadbiegający Marcin Jędras trafił piłką do pustej bramki, tym samym ustalając wynik meczu.

### Szczegóły meczu
| 6 maja 1978 16:00 | Zagłębie Sosnowiec · Mazur 27' · Jędras 60' | 2:01:0Raport | Piast Gliwice | Stadion Śląski, Chorzów Widzów: 5 000 Sędzia: Zygmunt Stachura (Katowice) |
|                   |                                             |              |               |                                                                           |

| Zagłębie Sosnowiec: |  |                     |  |     |
|                     |  |                     |  |     |
| BR                  |  | Zdzisław Kostrzewa  |  |     |
| OB                  |  | Tadeusz Tlołka      |  |     |
| OB                  |  | Eugeniusz Wieńcierz |  |     |
| OB                  |  | Stanisław Zuzok     |  |     |
| PO                  |  | Wojciech Rudy       |  |     |
| PO                  |  | Zbigniew Seweryn    |  |     |
| PO                  |  | Władysław Szaryński |  |     |
| PO                  |  | Marek Jędras        |  | 75' |
| PO                  |  | Zbigniew Sączek     |  |     |
| NA                  |  | Włodzimierz Mazur   |  |     |
| NA                  |  | Jerzy Dworczyk      |  |     |
| Zmiany:             |  |                     |  |     |
| PO                  |  | Edward Koczuba      |  | 75' |
| Trener:             |  |                     |  |     |
| Józef Gałeczka      |  |                     |  |     |

| Piast Gliwice: |  |                       |              |
|                |  |                       |              |
| BR             |  | Jerzy Apostel         |              |
| OB             |  | Tadeusz Pawlik        |              |
| OB             |  | Ryszard Kałużyński    |              |
| OB             |  | Marcin Żemajtis       |              |
| OB             |  | Jan Jonda             |              |
| PO             |  | Kazimierz Gontarewicz |              |
| PO             |  | Lesław Dunajczyk      |              |
| PO             |  | Roman Wojtysiak       | Żółta kartka |
| NA             |  | Henryk Ledwoń         |              |
| NA             |  | Adam Statowski        |              |
| NA             |  | Marian Brzezoń        |              |
| Zmiany:        |  |                       |              |
| Trener:        |  |                       |              |
| Jerzy Cich     |  |                       |              |

| Puchar Polski w piłce nożnej 1977/1978 Zwycięzcy |
| ------------------------------------------------ |
| Zagłębie Sosnowiec 3. Tytuł                      |